# NIC-35B
La NIC-35B  es una importante carretera nacional clasificada como troncal principal en Nicaragua. Esta vía comienza en el Sur, conectándose con la NIC-1 a la altura de Estelí, Departamento de Estelí y culmina en la NIC-3 en el municipio de San Sebastián de Yalí en el departamento de Estelí. 

## Extensión
Con una extensión de 19,71 millas (31,7 km), la NIC-35B juega un rol clave en la conectividad y transporte de la región.